# 羟苯甲酮
羟苯甲酮（化学名：2-羟基-4-甲氧基二苯甲酮，别名有：benzophenone-3、BP-3，商品有：Milestab 9、Eusolex 4360、Escalol 567、KAHSCREEN BZ-3等），是一种有机化合物，分子式C14H12O3，属于二苯甲酮衍生物，常温常压下为淡黄色晶体，易溶于大多数有机溶剂，可作为防曬乳，1906年由德国化学家König和Kostanecki首次合成。